# Geomancija
Geomancija ili geomantija (grč. γεωμαντεία) je drevna vještina proricanja budućnosti pomoću znakova iscrtanih u zemlji ili pijesku.
Ova tehnika proricanja je stara više tisuća godina, a koristili su je nomadski narodi koji su štapom crtali figure po pijesku i tako postavljali i tumačili proročka pitanja. Geomancija je bila široko zastupljena na području Afrike, Bliskog Istoka i Europe od srednjeg vijeka do 17. stoljeća kada opada njen značaj i uporaba.

## Etimologija
Naziv geomancija dolazi od grčkog oblika γεωμαντεία, što znači "proricanje zemljom". Arapi su u prošlosti ovu divinacijsku tehniku nazivali ilm 'ar-raml "znanost pijeska", iz čega su Grci u 15. stoljeću skovali pojmove rhamplion i rabolion.

## Povijest
Početke geomantije pronalazimo u praksi pustinjskih naroda koji su štapom crtali figure po pijesku. Spekuliralo se o indijskom, hebrejskom pa čak i kineskom podrijetlu geomancije, no jedino što se zasigurno zna je da su je u Europu doveli Arapi. Prema arapskim hermetičkim tekstovima, znanje geomancije je mitskom Hermesu Trismegistosu prenio arkanđeo Gabrijel u snu, a ovaj je to znanje prenio mitskom indijskom kralju umtum al-Hindiju. Kralj je, prema legendi, napisao knjigu o geomanciji koja se ubrzo proširila islamskim svijetom.
Iako se spominje da je grčki matematičar Arhimed (287. – 212. pr. Kr.) proricao ishod opsade Sirakuze iz figura koje je crtao po pijesku, geomancija je stigla, posredstvom Arapa, tek u 12. stoljeću. Među prvim latinskim prijevodima arapskih tekstova bilo je djelo Ars Geomantiae, a talijanski prevoditelj Gerardo da Cremona (1114. – 1187.) već je uveo astrološke korespondencije u tu divinacijsku metodu.
U razdoblju renesanse i baroka u Europi su se prevodili i pisali brojni tekstovi o geomanciji. Među autorima ističu se njemački okultist Heinrich C. Agrippa (1486. – 1535.) i engleski astrolog John Heydon (1629. – 1667.). Razvojem znanosti u 18. stoljeću, geomancija je marginalizirana kao i ostali oblici proricanja, a krajem 19. stoljeća javlja se u okultnim krugovima novi interes za tu divinacijsku vještinu.

## Geomancijske figure
Osnovni simbol na kojem se zasniva proricanje tehnikom geomancije naziva se geomancijska figura. Svaka se sastoji od četiri reda u kojima se mogu naći po jedna ili dvije točkice. Jedna ili dvije točkice predstavljaju dva pola, pa jedna točka predstavlja aktivnu energiju, a dvije pasivnu. Postoji ukupno 16 geomancijskih figura, od kojih svaka ima različit raspored točkica i određeno arhetipsko značenje te brojne korespndencije.
- 1. Via (Put)
- 2. Cauda draconis (Zmajev rep)
- 3. Puer (Dječak)
- 4. Fortuna minor (Mala sreća)
- 5. Puella (Djevojka)
- 6. Amissio (Gubitak)
- 7. Carcer (Zatvor)
- 8. Laetitia (Radost)
- 9. Caput draconis (Zmajeva glava)
- 10. Conjunctio (Sastanak)
- 11. Acquisitio (Dobitak)
- 12. Rubeus (Crveno)
- 13. Fortuna major (Velika sreća)
- 14. Albus (Bijelo)
- 15. Tristitia (Tuga)
- 16. Populus (Narod)

## Tehnika proricanja
Najčešći oblik proricanja geomancijom sadrži šesnaest različitih figura nasumično zapisanih koje se potom tumače, ponekad i uz pomoć astrološke interpretacije.